# Nicolai Medtner
Nicolai Karlovich Medtner, em russo Николай Карлович Метнер, (Moscou, 5 de janeiro de 1880 (24 de dezembro de 1879 no calendário gregoriano) — Londres, 13 de novembro de 1951) foi um compositor e pianista russo.

## Carreira
Estudou no Conservatório de Moscou, tendo alcançado alto nível como pianista. Graduou-se em 1900, recebendo a medalha de ouro. Mudou-se para Paris no ano seguinte, e em 1935 estabeleceu-se em Londres, onde viveu até a sua morte. Compôs três concertos para piano e orquestra, 3 sonatas para violino e piano, um quinteto, canções, e catorze sonatas para piano.
Seu estilo lembra Rachmaninov, ainda que algumas composições, como a Sonata Opus 22, revelem um compositor original e único.

## Publicações
O único livro de Medtner, The Muse and the Fashion, sendo uma defesa dos fundamentos da Art of Music  (1935, reimpresso em 1957 e 1978) foi uma declaração de seu credo artístico e reação a algumas das tendências da época. Ele acreditava fortemente que havia leis imutáveis para a música, cuja essência estava na música. Uma tradução para o inglês do livro foi publicada em 1951 por Alfred Swan.
Medtner também escreveu um livro de memórias intitulado "With SV Rachmaninoff" em 1933, no qual escreve com admiração sobre seu amigo como compositor e pianista.

## Obras
- Obras orquestrais
  - Concerto para piano nº 1 em dó menor, Op. 33 (1914–18)
  - Concerto para piano nº 2 em dó menor, Op. 50 (1926/27)
  - Concerto para piano nº 3 em mi menor, Op. 60 Ballade (1941–43)
- Música de câmara
  - Três canções noturnas para violino e piano op. 16 (1907–08)
  - Sonata para violino nº 1 em si menor, Op. 21 (1909/10)
  - Sonata para violino nº 2 em sol maior, Op. 44 (1923–26)
  - Canções e Danças para violino e piano Op. 43 (1925–26)
  - Sonata para violino nº 3 em mi menor, Op. 57 Sonata épica (1935–38)
  - Quinteto para piano em dó maior (1904–08, 1944–48)
- Música vocal
  - Sonata-Vocalise em dó maior Op. 41/1 (1922)
  - Suite Vocalise em fá menor op. 41/2 (1927)
  - Mais de 100 canções baseadas em poemas de Goethe, Heine, Nietzsche, Joseph von Eichendorff, Puschkin, Fjodor Tjuttschew e Afanassi Fet.
- Sonatas para piano
  - Sonata em fá menor op. 5 (1902/03)
  - Triade de sonatas, op. 11: nº 1 em lá sustenido maior (1904–06)
  - Triade de sonatas, op. 11: nº 2 em ré menor, Elegie (1904–06)
  - Triade de sonatas, op. 11: nº 3 em dó maior (1904–07)
  - Sonata em Sol menor, Op. 22 (1909–10)
  - Sonata em dó menor Op. 25/1 Fairy Tale Sonata (1911)
  - Sonata em Mi menor op. 25/2 night wind (1910–12)
  - Sonata em fá sustenido maior op.27 balada (1912–14)
  - Sonata em lá menor op. 30 (1914)
  - Sonata em lá menor op. 38/1 Sonata reminiscência (1918–20)
  - Sonata em dó menor Op. 39/5 Sonata tragica (1918–20)
  - Sonata em si bemol menor Op. 53/1 Sonata romantica (1929–30)
  - Sonata em fá menor Op. 53/2 Sonata orageuse (1929–31)
  - Sonata em sol maior Op. 56 Idylle (1935–37)
- Outras obras para piano
  - Numerosos ciclos de contos de fadas
  - 8 imagens de humor op. 1 (1901)
  - 3 novelas op. 17 (1908/09)
  - 4 Fragmentos Líricos op. 23 (1910/11)
  - Forgotten Melodies, 3 ciclos op. 38, 39 e 40 (1918–22)
  - Improvisação nº 2 em fá sustenido menor, Op. 47 (1925–26)
  - Várias peças individuais

### Gravações
- Medtner plays his Danza Festiva, Op. 38, No. 3 Piano Roll c. 1925, New York. (The Pianola Institute)
- Nicolas Medtner: The complete solo recordings Vol.1 (Appian Publications and Recordings)
- Nicolas Medtner: The complete solo recordings Vol.2 (Appian Publications and Recordings)
- Nicolas Medtner: The complete solo recordings Vol.3 (Appian Publications and Recordings)
- The Medtner Collection (St-Laurent Studio)